# روز مبارزه با زورگویی
روز مبارزه با زورگویی (به انگلیسی: Anti-Bullying Day) یا روز پیراهن صورتی، روزی است که در آن برگزارکنندگان آن با پوشیدن پیراهن صورتی، آبی یا بنفش (بسته به کشور) به عنوان نماد، علیه زورگویی و قلدری اعتراض خود را اعلام می‌نمایند. این روز در تقویم توسط سازمان ملل ۴ مه می‌باشد اما در کشورهای مختلف ممکن است روز دیگری انتخاب شده باشد. در سال ۲۰۱۲ میلادی سازمان ملل متحد این روز را رسماً به عنوان روز مبارزه با زورگویی اعلام نمود. ایده این روز توسط کشور کانادا مطرح گردید.